# Тевлі (станція)
Тевлі (біл. Тэўлі) — залізнична станція Берестейського відділення Білоруської залізниці на лінії Барановичі — Берестя. Розташована в однойменному селі Кобринського району Берестейської області.